# Galeosoma pallidum pilosum
Galeosoma pallidum pilosum is een spinnenondersoort in de taxonomische indeling van de valdeurspinnen (Idiopidae).
Het dier behoort tot het geslacht Galeosoma. De wetenschappelijke naam van de soort werd voor het eerst geldig gepubliceerd in 1916 door J. Hewitt.